# Spartidium saharae
Genre
Espèce
Spartidium saharae est une espèce de plantes à fleurs dicotylédones de la famille des Fabaceae, sous-famille des Faboideae, originaire d'Afrique du Nord.
C'est l'unique espèce acceptée du genre Spartidium (genre monotypique).

## Synonymes
Selon GRIN (22 novembre 2018) :
- Calobota saharae (Coss. & Durieu) Boatwr. & B.-E. van Wyk  (préféré par GRIN)

- Genista saharae Coss. & Durieu
- Spartidium saharae (Coss. & Reboud) Pomel